# Герлахов (Бардјејов)
Герлахов (слч. Gerlachov) насељено је мјесто са административним статусом сеоске општине (слч. obec) у округу Бардјејов, у Прешовском крају, Словачка Република.

## Становништво
| Година:    | 1994. | 2004.    | 2014.   | 2024.   |
| ---------- | ----- | -------- | ------- | ------- |
| Број људи: | 922   | 1020     | 1042    | 1055    |
| Разлика:   |       | +10,62 % | +2,15 % | +1,24 % |

| Година:    | 2023. | 2024.   |
| ---------- | ----- | ------- |
| Број људи: | 1050  | 1055    |
| Разлика:   |       | +0,47 % |

Према подацима о броју становника из 2024. године насеље је имало 1055 становника.